# B3 League
La B3 League (in giapponese: B3リーグ), è la terza e ultima divisione professionista di pallacanestro in Giappone ed è parte integrante del sistema professionistico della B.League, organizzato dalla Japan Professional Basketball League. Fondata nel 2016 in seguito alla riorganizzazione dei campionati nazionali, la B3 League è strutturata diversamente rispetto alla prima e seconda divisione, con un formato che include una stagione regolare a girone unico e una fase di playoff per determinare promozioni e titoli.

## Formato
Nella terza divisione a cui prendono parte 15 squadre, per la stagione regolare prevede un totale di 52 partite.
Dalla stagione 2022-2023 viene incluso il sistema di qualificazione ai playoff. Al termine della stagione regolare, le migliori otto squadre si qualificano per i playoff.
I playoff si articolano in tre fasi: quarti di finale, semifinali e finale, tutte disputate al meglio delle tre partite. Ogni turno si gioca sul campo della squadra che ha ottenuto la percentuale di vittorie più alta durante la stagione regolare.

## B3 League 2025-2026
| Squadra                   | Città, Prefettura    | Arena                                  | Capienza |
| ------------------------- | -------------------- | -------------------------------------- | -------- |
| Earthfriends Tokyo Z      | Ōta, Tokyo           | Ota City General Gymnasium             | 4,012    |
| Gifu Swoops               | Gifu, Gifu           | OKB Gifu Seiryu Arena                  | 3,500    |
| Kagawa Five Arrows        | Takamatsu, Kagawa    | Takamatsu City General Gymnasium       | 2,258    |
| Kanazawa Samuraiz         | Kanazawa, Ishikawa   | Kanazawa City General Gymnasium        | 2,312    |
| Niigata Albirex BB        | Nagaoka, Niigata     | City Hall Plaza Aore Nagaoka           | 4,400    |
| Saitama Broncos           | Saitama, Saitama     | Urawa Komaba Gymnasium                 | 1,374    |
| Shinagawa City            | Shinagawa, Tokyo     | Shinagawa CIty Togoshi Gymnasium       | 1,000    |
| Shonan United             | Fujisawa, Kanagawa   | Fujisawa City Akibadai Bunka Gymnasium | 3,000    |
| Tachikawa Dice            | Tachikawa, Tokyo     | Arena Tachikawa Tachihi                | 3,000    |
| Tokushima Gambarous       | Tokushima, Tokushima | Tokushima City Gymnasium               | 4,200    |
| Tokyo Hachioji Bee Trains | Hachiōji, Tokyo      | Ésforta Arena Hachiōji                 | 2,000    |
| Tokyo United              | Kōtō, Tokyo          | Ariake Arena                           | 15,000   |
| Tryhoop Okayama           | Okayama, Okayama     | Zip Arena Okayama                      | 11,000   |
| Veertien Mie              | Yokkaichi, Mie       | Yokkaichi General Gymnasium            | 3,000    |
| Yamaguchi Patsfive        | Ube, Yamaguchi       | Tawaradao Memorial Gymnastics          | 3,000    |

## Albo d'oro
| Stagione  | Vincitore                                 | Serie                                     | Secondo Posto                             |
| 2016-2017 | Rizing Z. Fukuoka                         | -                                         | Kanazawa Samuraiz                         |
| 2017-2018 | Tokyo H. Trains                           | -                                         | Tokyo Excellence                          |
| 2018-2019 | Tokyo Excellence                          | -                                         | Otsuka Shokai                             |
| 2019-2020 | Annullato a causa della pandemia COVID-19 | Annullato a causa della pandemia COVID-19 | Annullato a causa della pandemia COVID-19 |
| 2020-2021 | Aisin AW Areions Anjo                     | -                                         | Tryhoop Okayama                           |
| 2021-2022 | Nagasaki Velca                            | -                                         | Altiri Chiba                              |
| 2022-2023 | Iwate Big Bulls                           | 2-1                                       | Veltex Shizuoka                           |
| 2023-2024 | Fukui Blowinds                            | 2-0                                       | Kagoshima Rebnise                         |
| 2024-2025 | Yokohama Excel.                           | 2-0                                       | Earthfr. Tokyo Z                          |

## Titoli per squadra
| Club                | Titolo | Città    | Anno       |
| ------------------- | ------ | -------- | ---------- |
| Yokohama Excel.     | 2      | Yokohama | 2019, 2025 |
| Fukui Blowinds      | 1      | Fukui    | 2024       |
| Iwate Big Bulls     | 1      | Morioka  | 2023       |
| Nagasaki Velca      | 1      | Nagasaki | 2022       |
| Aisin Areions       | 1      | Anjō     | 2021       |
| Tokyo H. Bee Trains | 1      | Hachiōji | 2018       |
| Rizing Z. Fukuoka   | 1      | Fukuoka  | 2017       |